# 宏池政策研究会
宏池政策研究会（こうちせいさくけんきゅうかい）とは、かつて存在した自由民主党の派閥。加藤の乱によって二派に分裂した宏池会が、将来の党総裁候補の育成と輩出を目指すべく持ち上がった派閥再合流議論の結果、成立した。分裂直後から常に取り沙汰されてきたが、2007年より議論が活発化。2008年1月16日に正式合意し、同年5月13日のパーティーで正式に合流した。
政治資金パーティー収入の裏金事件を受け、2023年12月7日に会長の岸田文雄が派閥を離脱した。2024年1月23日に正式に派閥の解散を決定し、9月3日に解散届を提出し、正式に消滅した。岸田は、派閥から「真の政策集団」に変わることを目指すとしている。

## 志公会を除いた宏池会系派閥
2008年5月13日合流前
- 古賀派（宏池会） 46人（衆議院38人、参議院8人）
- 谷垣派（宏池会） 15人（衆議院12人、参議院3人）

## 沿革

### 合流構想
加藤の乱による加藤派分裂の直後から合流構想自体はしばしば持ち上がっていた。当初はかつて宏池会に所属していた麻生派をも含めた大宏池会構想があったが、古賀派と谷垣派はハト派色が強く、麻生派はタカ派色が強いこと、安倍政権の下では、宏池会結集構想が「非安倍勢力の結集構想」という側面を持つため、安倍政権の主流派であるとされる麻生派を外した中宏池会構想が持ち上がった。
2007年前半には古賀が谷垣と会談を重ね、麻生派抜きでの古賀派・谷垣派の合流の流れを密かに作ろうとしたが、表に漏れてしまい、古賀派内の丹羽雄哉に近い議員や、古賀派出身の閣僚、さらには麻生太郎の反対にあい、参院選前に想定していた両派の合流構想は頓挫した。
同年9月の安倍内閣退陣後の総裁選では、谷垣派・古賀派が揃って福田康夫を支持して候補者である麻生太郎と対立、麻生包囲網などと呼ばれた。福田政権では古賀と谷垣が揃って党四役入りする一方で麻生は閣僚入りを拒否して非主流派に回った。現在ではかつての盟友である古賀・麻生の関係はすっかり冷え切っていると言われ、他方で古賀・谷垣の距離は接近しているため、再度中宏池会構想が取り沙汰されることが多くなった。
同年10月11日の会合で、遅くとも翌年春までの合流を目指す方向で意見が一致。さらにテロ特措法案などの関連で臨時国会が大幅延長されて国会閉会期間がほとんどない通年国会状態に突入すると、12月には前倒し論が浮上した。

### 合流の実現
2008年に入り、2派での合流論が加速。同年1月16日には5月までの再合流を正式決定するとともに、古賀を会長、谷垣を新設される「代表世話人」とすることが固まった。
2008年5月13日、東京都内のホテルで開かれた政治資金パーティーで、正式に合流が実現した。
会長には古賀誠、ナンバー2の代表世話人には谷垣禎一が就任。会長代行は太田誠一（旧古賀派）、事務総長には逢沢一郎（旧谷垣派）が就き、両派の均衡が図られた。また、派閥の事務所は旧古賀派の事務所に引き続き置かれることとなった。
なお、マスコミ報道などにおいては、合流して成立した宏池会の会長に古賀が就任したことから、同会のことを「古賀派」と呼ぶ。

### 合流による効果
正式に合流した2008年5月13日時点、衆議院50人、参議院11人（総勢61人）と、党内勢力では最大派閥の町村派や第2派閥の津島派に次ぐ第3の勢力となった。両派議員からの合流への不参加、無派閥議員からの入会といった動きはないが、無派閥議員の中にも、加藤の乱による分裂の際、いずれのグループにも参加しなかった議員もいるため、無派閥議員の参加もあれば、党内勢力では津島派を上回り、最大派閥の町村派に次ぐ第2派閥になる。分裂以来中小派閥に甘んじてきた両派にとっては、合併による発言力の高まりは大きな利点となる。以下は2008年6月5日時点の人数である。
町村派（清和政策研究会） 86人（衆議院60人、参議院26人）
津島派（平成研究会） 70人（衆議院47人、参議院23人）
中宏池会 62人（衆議院51人、参議院11人）
他方、谷垣派にとっては、古賀派主導で事実上の「吸収合併」となることへの反発が強いといわれ、古賀派からは谷垣を明確に総裁候補と位置づけることに対して慎重論が根強かった。そこで総裁候補を事実上棚上げした形で合流に踏み切る方向が模索された。また、古賀派には2007年総裁選で麻生太郎を支持した議員が少なくなく、小選挙区制の下では中選挙区制時代の派閥のように一人の総裁候補を一枚岩となって応援するような形にはなりにくいとの声も大きい。
結局、合流に当たって派閥として統一した総裁候補を掲げることを断念し、合流時のパーティーでは総裁候補に関して幹部は一切言及しなかった。このため、合流時のマスコミ報道では「同床異夢」「呉越同舟」といった表現が用いられることとなった。

### 総裁派閥に

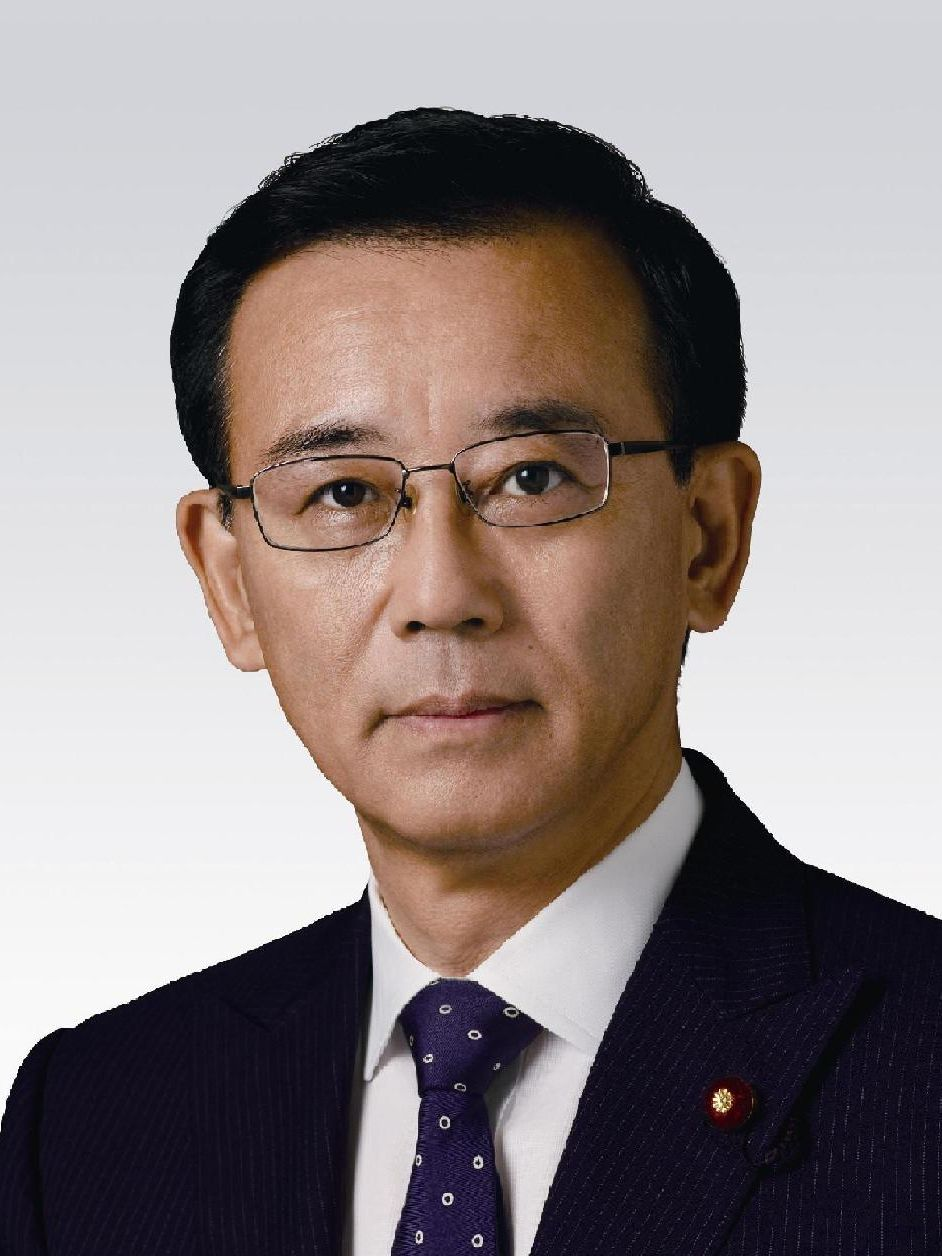
谷垣禎一

自民党が野党に転落した第45回衆議院議員総選挙では宏池会も所属衆議院議員を25人と半減させたが、第1派閥の清和会、第2派閥の平成研がそれぞれ1/3に議席数を減らしたため、衆議院では第1派閥となった。
2009年9月28日に行われた自民党総裁選では、谷垣禎一が勝利。自派も含めて幅広く支持を集めての圧勝だったが、小野寺五典が自ら立候補を模索した上河野太郎支持に回ったほか、菅義偉も派閥を退会して河野を積極的に支持するなど、総裁選は派閥単位の動きよりは世代対立の様相を呈した。宏池会が総裁派閥となるのは、皮肉にも前回の野党転落時の河野洋平以来14年ぶりだが、就任後もしばらくは離党者が相次ぐなど、厳しい党運営が続いた。谷垣と菅は同じ日本海側出身として関係が深く、第174回国会の予算委では菅が民主党鳩山由紀夫・小沢一郎の金の問題を徹底的に追求した。

### 宏池会の再分裂
しかし翌2010年の第22回参議院議員通常選挙で与党を過半数割れに追い込むと、各種地方選や2011年の統一地方選挙などでも勝利を重ね、総裁としての谷垣は一定の評価を得るようになっていった。総裁再選を目指し、2012年自由民主党総裁選挙への立候補に意欲を示す谷垣は、出身派閥の領袖である古賀へ支援を要請した。しかし古賀は「若い人へバトンタッチするべき」と述べて、谷垣への支援を拒否した。派内の旧谷垣派議員らが反発する中、古賀は参議院議員の林芳正擁立に乗り出した。出身派閥の支援を得られなくなった谷垣は脱派閥を打ち出し、党内最大勢力となった無派閥議員の支持を得ようとするも、幹事長の石原伸晃の立候補もあって推薦人の確保すらままならなくなり、執行部内の候補一本化を理由に最後は立候補の断念に追い込まれた。
2012年9月26日、自民党総裁選が行われ、林は第1回投票で候補者5人中最下位で落選した。決選投票で安倍晋三が石破茂を破り、自民党総裁に就任した。次期総選挙における自民党の政権奪還が有力視される中、谷垣は総理の座を目前で逃すことになったが、こうした展開は皮肉にも、やはり宏池会出身の総裁であった河野洋平のケースと酷似したものだった。
同年9月27日、古賀は会長職を辞任する意向を表明した。後任には谷垣側近の逢沢一郎を充て、派内の融和を図ろうとするも、谷垣系の反発は収まらず、逢沢や川崎二郎などの約10人の旧谷垣派出身議員が退会届を提出した。逢沢らは、総裁退任後に宏池会への復帰を見送った谷垣や、谷垣の再選を支持した議員らと共に、「有隣会」を旗揚げし、宏池会は再び分裂した。

### 岸田文雄が会長に就任

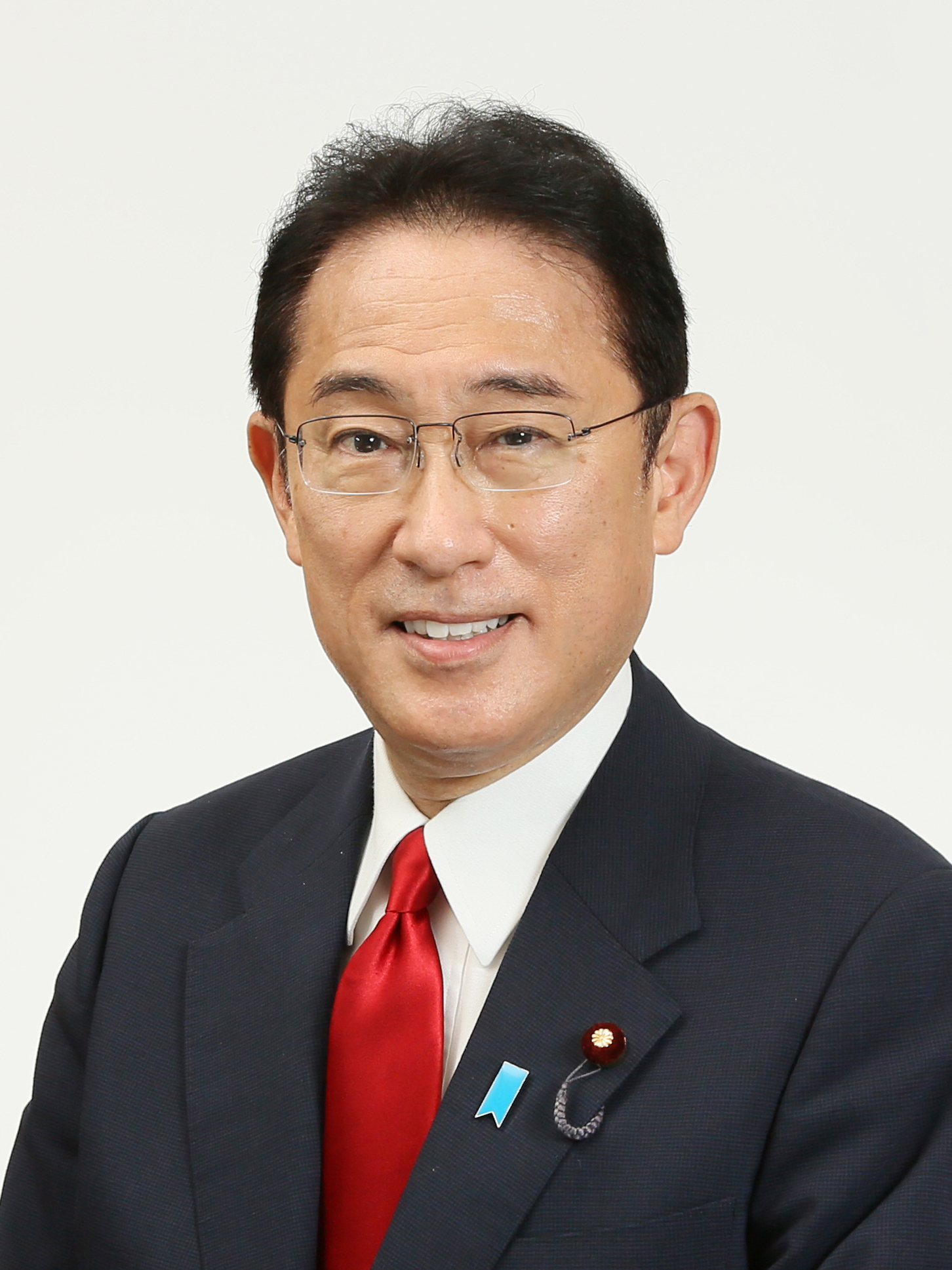
岸田文雄

2012年10月4日、古賀に近い岸田文雄が第9代会長に就任した。ナンバー2の座長には林芳正が、名誉会長には古賀が就くこととなった。以後マスメディアなどでは「岸田派」と呼ばれるようになる。総裁選での支援候補の敗北や、派閥の分裂で、求心力が大幅に低下した古賀は、同年12月の第46回衆議院議員総選挙に立候補せず、政界を引退した。
同年12月26日に発足した第2次安倍内閣では岸田（外務大臣）、林（農林水産大臣）、小野寺五典（防衛大臣）、根本匠（復興大臣）の4人が入閣した。
2014年9月3日に発足した第2次安倍改造内閣では林、小野寺、根本が閣外へ去り、岸田が留任、塩崎恭久（厚生労働大臣）、事務総長の望月義夫（環境大臣）が新たに入閣。後任の事務総長に宮腰光寛が就任した。その後辞任した閣僚の後任として上川陽子、宮澤洋一、林がそれぞれ法務大臣、経済産業大臣、農林水産大臣として入閣し、合計6人となった。
その後は塩崎が退会したほか、2015年10月に発足した第3次安倍第1次改造内閣では岸田が留任したのみで、1名の入閣にとどまった。
2016年は「加藤の乱」前後の派閥の長だった堀内光雄、加藤紘一、小里貞利が相次いで他界した。
2017年8月3日に発足した第3次安倍第3次改造内閣では上川が法務大臣、小野寺が防衛大臣再任、林が文部科学大臣、松山政司が内閣府特命担当大臣の4名が入閣し派閥最多。岸田は党の政務調査会長に就任した。
2019年7月21日、第25回参議院通常選挙では溝手顕正、中泉松司、大沼瑞穂、二之湯武史が落選した。
2020年9月1日、同年9月14日に行われる自民党総裁選挙に岸田が立候補を表明した。結果は内閣官房長官の菅義偉に敗れ、2位に終わった。
2021年8月26日、菅の任期満了に伴い同年9月29日に行われる自民党総裁選挙に、昨年に引き続き岸田が立候補を表明した。1回目の投票で得票数は岸田がトップであったがいずれの候補者も過半数に届かなかったため決選投票の結果、河野太郎を破り、第27代総裁に選出され、更に10月4日に第100代内閣総理大臣に選出された。宏池会所属の総裁は谷垣以来、総理は宮沢喜一以来となった。自民党の総理大臣は在任中派閥を離れることが慣例とされていたが、岸田は総理就任後も宏池会会長にとどまった。

### 政治資金パーティー収入の裏金問題
2023年10月、神戸学院大学教授の上脇博之は、自民党5派閥が政治資金パーティーの収入を2018 - 2021年分の政治資金収支報告書に計4168万円分を過少記載したとする告発状を東京地方検察庁に提出した。記載漏れの内訳は、清和政策研究会（安倍派）が1952万円、志帥会（二階派）が974万円、平成研究会（茂木派）が620万円、志公会（麻生派）が410万円、宏池政策研究会（岸田派）が212万円。11月18日、NHKが上脇の告発内容や東京地検特捜部が5派閥の担当者に任意の事情聴取を要請し、聴取を進めていることなどを報じた。
同年12月1日、安倍派が所属議員が販売ノルマを超えて集めた分の収入を裏金として議員側にキックバックする運用を組織的に続けてきた疑いがあることが、朝日新聞によってスクープされた。12月3日、二階派も所属議員が販売ノルマを超過して集めた分を派閥側の政治資金収支報告書の収入に記載しない運用をしていた疑いがあることが報じられた。記載しなかった総額は安倍派と同じく1億円を超えるとされた（安倍派についてはその後、5億円に修正された）。岸田派の裏金の総額はこのときは報じられなかった。同月の宏池政策研究会の政治資金収支報告書の記載内容は下記のとおり。
| 年月日        | パーティー名   | 会場               | 収入            | 購入者数 | 出典 |
| ------------- | -------------- | ------------------ | --------------- | -------- | ---- |
| 2018年4月23日 | 宏池会と語る会 | 東京プリンスホテル | 1億7321万9460円 | 3,258人  | [23] |
| 2019年5月15日 | 宏池会と語る会 | 東京プリンスホテル | 1億8292万3676円 | 3,034人  | [24] |
| 2020年10月5日 | 宏池会と語る会 | 東京プリンスホテル | 1億5532万7470円 | 2,218人  | [25] |
| 2021年7月8日  | 宏池会と語る会 | 東京プリンスホテル | 1億4966万9450円 | 2,528人  | [26] |
| 2022年5月18日 | 宏池会と語る会 | 東京プリンスホテル | 1億8328万9780円 | 2,851人  | [27] |
| （合計）      |                |                    | 8億4442万9836円 |          |      |
同年12月7日付で岸田は派閥から離脱した。後任は置かず、会長は空席とすることが定められた。
2024年1月18日、岸田派が2018年 - 2020年の3年間で約3000万円のパーティー収支を政治資金収支報告書に記載せずに裏金にしていたことが報道により明らかとなった。同日、宏池政策研究会の2020年分の政治資金収支報告書のうち、政治資金パーティーの収入の「1億5532万7470円」を「1億6428万7470円」に修正した。宏池会の元会計責任者が政治資金規正法違反容疑で立件される見通しとなったことを受けて、同日夜、岸田は宏池会の解散を検討していることを明らかにした。1月19日、岸田は記者団の質問に対し「政治の信頼回復のために宏池会を解散する」と明言した。同日、元会計責任者が同法違反（虚偽記入）の罪で略式起訴された。
同年1月23日、宏池会は臨時総会を開き、派閥の解散を正式に決定した。
東京簡易裁判所は1月26日付で元会計責任者に罰金100万円の略式命令を出した。
同年9月3日、政治団体としての解散届を総務相充てに提出した。

## 解散時の構成
2024年1月現在。

### 役員
| 会長 | 会長代行 | 座長   | 副会長                     | 事務総長 | 事務総長代行        | 事務局長 | 政策委員長 | 最高顧問     |
| ---- | -------- | ------ | -------------------------- | -------- | ------------------- | -------- | ---------- | ------------ |
| 空席 | 根本匠   | 林芳正 | 金子恭之 田村憲久 平井卓也 | 根本匠   | 小野寺五典 松山政司 | 木原誠二 | 宮沢洋一   | (金子原二郎) |

※根本匠は会長代行と事務総長を兼任

### 衆議院議員
| 田村憲久 （9回、三重1区）           | 根本匠 （9回、福島2区）             | 石田真敏 （8回、和歌山2区）           | 小野寺五典 （8回、宮城6区）         |
| 金子恭之 （8回、熊本4区）           | 平井卓也 （8回、比例四国・香川1区） | 上川陽子 （7回、静岡1区）             | 寺田稔 （6回、広島5区）             |
| 葉梨康弘 （6回、茨城3区）           | 石原宏高 （5回、比例東京・東京3区） | 木原誠二 （5回、東京20区）            | 盛山正仁 （5回、比例近畿・兵庫1区） |
| 岩田和親 （4回、比例九州・佐賀1区） | 古賀篤 （4回、福岡3区）             | 國場幸之助 （4回、比例九州・沖縄1区） | 小島敏文 （4回、比例中国・広島6区） |
| 小林史明 （4回、広島7区）           | 武井俊輔 （4回、比例九州・宮崎1区） | 辻清人 （4回、東京2区）               | 藤丸敏 （4回、福岡7区）             |
| 堀内詔子 （4回、山梨2区）           | 村井英樹 （4回、埼玉1区）           | 渡辺孝一 （4回、比例北海道）          | 畦元将吾 （2回、比例中国）          |
| 金子俊平 （2回、岐阜4区）           | 国光文乃 （2回、茨城6区）           | 西田昭二 （2回、石川3区）             | 深澤陽一 （2回、静岡4区）           |
| 林芳正 （1回・参院5回、山口3区）    | 石橋林太郎 （1回、比例中国）        | 石原正敬 （1回、比例東海・三重3区）   | 金子容三 （1回、長崎4区）           |
| 神田潤一 （1回、青森2区）           |                                     |                                       |                                     |

（計33名）

### 参議院議員
| 松山政司 （4回、福岡県） | 宮澤洋一 （3回・衆院3回、広島県） | 磯﨑仁彦 （3回、香川県） | 古賀友一郎 （2回、長崎県） |
| 馬場成志 （2回、熊本県） | 森屋宏 （2回、山梨県）            | 足立敏之 （2回、比例区） | 小鑓隆史 （2回、滋賀県）   |
| 藤木眞也 （2回、比例区） | 山本啓介 （1回、長崎県）          | 吉井章 （1回、京都府）   | 小林一大 （1回、新潟県）   |
| 越智俊之 （1回、比例区） |                                   |                          |                            |

（計13名）

## 解散より前に離脱した人物
宏池政策研究会成立以前のものは、宏池会#かつて所属していた人物を参照。
- 田中直紀
2008年9月26日、自由民主党離党。2009年、民主党入党。
- 坂本由紀子
2009年6月17日、議員辞職。
- 菅義偉
2009年自由民主党総裁選挙を巡り、退会。無派閥を経て、2015年にガネーシャの会結成。
- 清水鴻一郎
2010年3月24日、自由民主党除名。
- 谷垣禎一、川崎二郎、逢沢一郎、佐藤勉、遠藤利明、小里泰弘、中谷元、山本公一
2012年10月、脱退。有隣会結成に参加。
- 丹羽雄哉
第46回衆議院議員総選挙当選後、離脱。
- 西野陽
2013年6月26日、自由民主党除名。
- 徳田毅
徳洲会事件を巡り、2013年11月14日、自由民主党離党。翌年2月24日に議員辞職。
- 塩崎恭久
2014年12月、退会。
- 新開裕司
第47回衆議院議員総選挙落選後、離脱。
- 鈴木俊一
2015年2月、退会。2016年8月に為公会入会。
- 福井照
2016年、退会。同年9月29日に志帥会入会。
- 吉川赳
2022年6月10日、自民党離党。
- 岸田文雄
2023年12月7日に総理大臣在任中の派閥離脱を表明[28][29]。